# Paladins
Paladins – pierwszoosobowa strzelanka nastawiona na rozgrywki wieloosobowe. Za jej produkcję odpowiada studio Hi-Rez Studios. Jest oparta na zmodyfikowanym silniku Unreal Engine 3 i wykorzystuje model free-to-play. Premiera gry na platformy Microsoft Windows, PlayStation 4, Xbox One i macOS odbyła się 8 maja 2018, a na Nintendo Switch 12 czerwca tego samego roku. Akcja Paladins rozgrywa się w świecie fantasy, w którym obok magii istnieje także zaawansowana technologia.

## Rozgrywka
Paladins to pierwszoosobowa strzelanka nastawiona na rozgrywki wieloosobowe. W grze jest dostępnych 42 bohaterów, z których każdy ma inne umiejętności. Bohaterowie podzieleni są na 4 grupy: front line, damage, support i flank. W trakcie gry gracz zdobywa karty, elementy stroju bohaterów oraz wirtualną walutę, którą można płacić w grze. Pomiędzy sieciowymi starciami gracz może układać talie z kart (dla każdego bohatera oddzielne). Przed meczem, gracz wybiera bohatera, talię oraz elementy stroju dla postaci. Karty z wybranej talii dają bonusy do umiejętności i atrybutów postaci.
Na początku 2018 roku twórcy planowali dodanie trybu battle royal. Później postanowiono, że tryb ten będzie samodzielną produkcją zatytułowaną Realm Royale. W kwietniu rozpoczęły się testy alfa produkcji.

## Produkcja
16 września 2016 roku gra zadebiutowała we wczesnym dostępie. W listopadzie 2016 roku twórcy poinformowali, że w Paladins zagrało 4 miliony osób, natomiast w marcu 2017 roku ogłoszono, że w grze zarejestrowało się ponad 7 milionów osób. 14 marca 2017 roku rozpoczęła się zamkniętą beta gry na konsolach PlayStation 4 i Xbox One.

## Odbiór
Twórcy Paladins byli oskarżani o plagiat przez część graczy i dziennikarzy, którzy twierdzili, że gra ma wiele podobieństw do produkcji Blizzarda – Overwatch. Pracownicy Blizzarda nie skomentowali sprawy, ale odniósł się do niej Todd Harris, szef studia Hi-Rez. Stwierdził on, że Overwatch to dobra gra, ale nie była inspiracją przy produkcji Paladins. Według niego największą inspirację stanowiła gra Team Fortress 2 od Valve Corporation. Dodał także, że w 2010 roku zadebiutowała gra Global Agenda wyprodukowana przez Hi-Rez, która wzorowała się  na Team Fortress 2, a Paladins początkowo miało być grą bardzo podobną do Global Agenda, jednakże osadzoną w świecie fantasy. Ponadto, według Harrisa, większość zdolności postaci z Paladins pochodzi z gry Global Agenda.
Według danych z maja 2017 roku liczba graczy przekroczyła 11 milionów.